# Silver Lake, Ohio
Silver Lake là một làng thuộc quận Summit, tiểu bang Ohio, Hoa Kỳ. Năm 2010, dân số của làng này là 2519 người.

## Dân số
- Dân số năm 2000: 3019 người.
- Dân số năm 2010: 2519 người.